# Dysphania scyllea
Dysphania scyllea är en fjärilsart som beskrevs av Swinhoe 1893. Dysphania scyllea ingår i släktet Dysphania och familjen mätare. Inga underarter finns listade i Catalogue of Life.